# Guicun
Guicun (kinesiska: 桂村, 桂村乡) är en socken i Kina. Den ligger i provinsen Henan, i den centrala delen av landet, omkring 73 kilometer söder om provinshuvudstaden Zhengzhou. Antalet invånare är 29263. Befolkningen består av 14 258 kvinnor och 15 005 män. Barn under 15 år utgör 21,0 %, vuxna 15-64 år 66 %, och äldre över 65 år 11,0 %.
Genomsnittlig årsnederbörd är 710 millimeter. Den regnigaste månaden är juli, med i genomsnitt 149 mm nederbörd, och den torraste är januari, med 4 mm nederbörd.